# 詹姆士·雷蒙·芒克勒斯
詹姆士·雷蒙·芒克勒斯（英語：James Raymond Munkres，1930年8月18日—）是一名美國數學家，也是麻省理工學院的名譽數學教授，在拓撲學領域有多部著作，包括《拓撲學》（本科級教材）、《流形分析》、《代數拓撲學元素》和《初級微分拓撲學》。他也是《初級線性代數》的作者。
芒克勒斯在內布拉斯加衛斯理大學完成本科教育，並於1956年在密西根大學獲得博士學位，導師是埃德溫·E·莫伊澤。在其職業生涯的早期，他在密西根大學和普林斯頓大學任教。
芒克勒斯對數學的貢獻之一是開發了芒克勒斯分配算法。他在拓撲學方面的一個重要貢獻是他對同構體的平滑化的阻礙理論。這些發展在球體上可微結構的約翰·米爾諾群和經典分析的平滑方法之間建立了聯繫。
2018年，芒克勒斯被選為美國數學學會會士。

## 外部連結
- 詹姆士·雷蒙·芒克勒斯在數學譜系計畫的資料。